# 畑佐一味
畑佐 一味（はたさ かずみ）は、インディアナ州立パデュー大学言語文化学科教授。ミドルベリー大学夏期日本語学校校長。

## 略歴
東京都台東区根岸出身。1975年、早稲田大学高等学院卒業。1980年、早稲田大学商学部卒業。イリノイ大学アーバナ・シャンペーン校で、M.A.とPh.Dを取得。
2020年12月1日、令和2年度外務大臣表彰を受賞。

## 著書
- 『日本語教師のためのITリテラシー入門』くろしお出版　2002年
- 畑佐 一味、畑佐 由紀子、百濟 正和、 清水 崇文 『第二言語習得研究と言語教育』くろしお出版　2012年
- 畑佐一味、福留奈美　めしあがれ　くろしお出版　2021年